# Cornelius Rudolph Vietor
Cornelius Rudolph Vietor (* 31. Oktober 1814 in Bremen; † 8. Februar 1897 in Bremen) war ein deutscher evangelischer Geistlicher.

## Leben
Vietors Vater, Friedrich Martin Vietor (1776–1836), stammte aus Hessen und war Kaufmann in Bremen. Cornelius Rudolph studierte 1834–1840 in Göttingen, Berlin, Bonn und Münster Theologie. Seit 1843 war er Hilfspastor in Blumenthal und seit 1854 Pastor an Unser Lieben Frauen in Bremen. In seiner praktisch-seelsorgerischen Arbeit war er im sozialen Bereich ein guter Organisator. Er gründete 1857 einen Gemeinde-Besuchsverein und 1859 einen Wohnungsverein. 1861 berief er die erste Diakonisse nach Bremen.
Pastor Cornelius Rudolf Vietor war seit 1851 Gründungsmitglied der „Komitee“, der Norddeutschen Missionsgesellschaft (NMG), und von 1868 bis 1888 deren Vorstandsvorsitzender und Präses. Die NMG – nach ihrem Sitz in Deutschland auch „Bremer Mission“ genannt, wirkte seit 1856 vor allem im Hinterland der Goldküste (heute Ghana). Zum Leitungsgremium der Gesellschaft, die fest verknüpft war mit der Bremer Überseekaufmannsdynastie Vietor, gehörte 1851–1870 ebenfalls der Westafrikakaufmann Johann Carl Vietor an, ein Bruder des Pastors.
Als Faktoreibesitzer und Firmengründer in Afrika waren die Handelsgeschäfte der Vietors und die Aufgabe der Mission auf weiten Strecken dicht miteinander verwoben. Diese Verbindung wurde von manchen als „Mission als Handel“ mit großer Selbstverständlichkeit gefördert, von anderen aber auch kritisch begleitet oder abgelehnt.
Vietor war dreimal verheiratet und hatte siebzehn Kinder. Sohn Karl Vietor (1861–1934), führte später das Bremer Handelshaus Friedrich M. Vietor Söhne weiter, seine Tochter Anna Vietor (1860–1929) war Lehrerin an höheren Mädchenschulen in Bremen und sein gleichnamiger Sohn Cornelius Rudolf Vietor wurde Pastor in Bremen und Schriftsteller.
Vietor wurde auf dem Waller Friedhof in Bremen beerdigt.